# Tomé Barbosa de Figueiredo Almeida Cardoso
Tomé Barbosa de Figueiredo Almeida Cardoso, oficial de la Secretaria de Estado dos Negócios Estrangeiros, reputado políglota y etimologista portugués; sabía griego, latín, francés,italiano, español, inglés, danés, sueco, alemán, turco, árabe, ruso... y conocía muy bien sus literaturas. Sus dotes cautivaron a escritores como Bocage o Eça de Queirós.
Falleció en Lisboa alrededor de 1820-1822.

## Obras conocidas
- Périplo, ou circumnavegação de Hannon, trasladada do grego, e annotada, em Jornal de Coimbra, Volume V (1818), pp. 65 e seguintes;
- Resumo histórico dos principais portugueses, que no século XVI compuseram em latim, em Jornal de Coimbra, Volume VI (1818), pp. 84-104.

- Datos: Q3531486